# Сучилин, Владимир Викторович
Влади́мир Ви́кторович Сучи́лин (22 января 1950, Кольчугино, Владимирская область — 2 ноября 2014) — советский футболист, полузащитник. Мастер спорта (1976).

## Карьера
Выступал за команды «Металлург» Кольчугино (1967—1969), «Ковровец» Ковров (1970), «Торпедо» Владимир (1971—1975, 1980), «Торпедо» Москва (1976—1979), «Спартак» Кострома (1981, 1984—1987), «Локомотив» Горький (1988).
Чемпион СССР 1976 года (осень) В еврокубках провёл 5 матчей, забив 2 гола.
За сборную СССР сыграл 1 матч.
С 1987 по 1993 год работал тренером в СДЮШОР «Торпедо» Москва. С 1994 года работает в СДЮШОР «Буревестник» с командами 1982 и 1991 года рождения. В 2002 и 2003 годах команда 1991 года рождения занимала первое место в чемпионате Москвы. Воспитал много талантливых футболистов.